# Taeping
Taeping (рус. Тайпинг) — парусный клипер, построенный и спущенный на воду судостроителем Робертом Стилом на реке Клайд (Шотландия) в 1863 году. Победитель чайной гонки в 1866 (разделил первое место с клипером «Ариэль»). 22 сентября 1871 года потерпел крушение (погиб) в Южно-Китайском море. 
Гонке знаменитых клиперов «Тайпинг» и «Ариэль» посвятил несколько своих работ английский художник-маринист и инженер Монтегю Доусон.

## Чайная гонка 1866 года
Из порта Фунчжоу в мае 1866 вышли 16 клиперов. Все 99 дней гонки клиперы шли достаточно ровно, и было неизвестно, кто же одержит победу. Дольше всех удерживал лидерство в гонке клипер «Fiery Cross», но у мыса Доброй Надежды его обошел «Тайпинг». А вскоре вперед вырвался клипер «Ариэль». И 6 сентября 1866 года «Ариэль» первым подошел к Ла-Маншу. За ним, отстав меньше чем на одну милю, шел «Тайпинг». Однако, первым достиг дока «Ариэль».
Гонку выиграл все же «Тайпинг» (капитан Дональд Мак-Кинон), ошвартовавшийся на восемь минут позже: из Фучжоу он вышел через двадцать минут после «Ариэля» и к месту назначения пришел, таким образом, на 12 минут раньше.